# Piedra de la mujer embarazada
La piedra de la mujer embarazada (en árabe: Hadjar el Hibla‎) o piedra del sur (en árabe: Hadjar el Gouble‎) es un monolito situado en Baalbek, la antigua ciudad de Heliópolis, en Líbano. Está considerada como una de las rocas más grandes jamás talladas por el hombre, junto con otros dos bloques de piedra descubiertos en la misma cantera en 1990 y 2014 respectivamente. 
Estos tres monolitos, que permanecen inacabados, estaban probablemente destinados a la construcción del cercano templo de Júpiter en Baalbek, en particular a la ampliación del llamado trilito, y se caracterizan por sus enormes dimensiones nunca vistas en la antigüedad. Según algunos expertos, la erosión que se aprecia en ellos, mayor que la del templo, indicaría que pertenecen a una época anterior a la romana. Se desconoce el procedimiento por el cual unas piedras de tales dimensiones iban a ser transportadas y erigidas con la tecnología de la época. El enorme tamaño de los tres monolitos impidió su transporte y fueron abandonados tras resquebrajarse.

## Origen del nombre

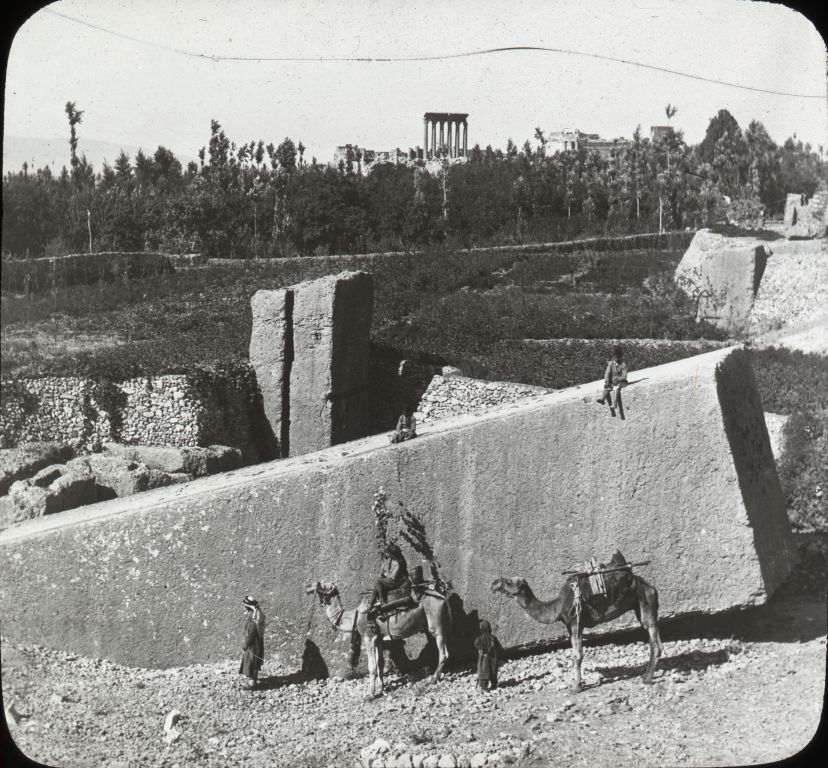
La piedra de la mujer embarazada en una linterna mágica de principios del

Existen numerosas leyendas sobre los orígenes del nombre de la piedra. Una de ellas relataba que una mujer embarazada habría engañado al pueblo de Baalbek diciendo que podría mover la gigantesca roca, pero solo a cambio de su manutención hasta que diera a luz. Otra teoría afirmaba que el nombre venía de las djinns embarazadas a quienes se les asignó la tarea de tallar y trasladar la piedra, mientras que otros creían que tocar la roca aumentaba la fertilidad de las mujeres.

## Descripción
El bloque de piedra permanece todavía en la antigua cantera situada a 900 metros del complejo de los templos de Heliópolis, a 86 kilómetros de Beirut. No se encuentra en el lugar exacto de donde fue extraído sino que se movió ligeramente, de ahí su posición oblicua. En 1996, un equipo de expertos en geodesia de la ciudad austríaca de Linz realizaron diversas mediciones topográficas para conocer las dimensiones exactas de los dos monolitos descubiertos y su posible uso en el gran templo de Júpiter. Según sus cálculos, el bloque pesa unas 1000 toneladas, lo cual confirmaba otras estimaciones anteriores como la de Jean-Pierre Adam.
Las características del bloque rectangular son las siguientes:
| Longitud                 | 20.31-20.76 metros |
| Anchura de la base       | 4x4 metros         |
| Anchura de la coronación | 4.14-5.29 metros   |
| Altura                   | 4.21-4.32 metros   |
| Densidad estimada        | 2.6-2.8 g/cm³      |
| Peso estimado            | 1000 toneladas     |

## Segundo monolito

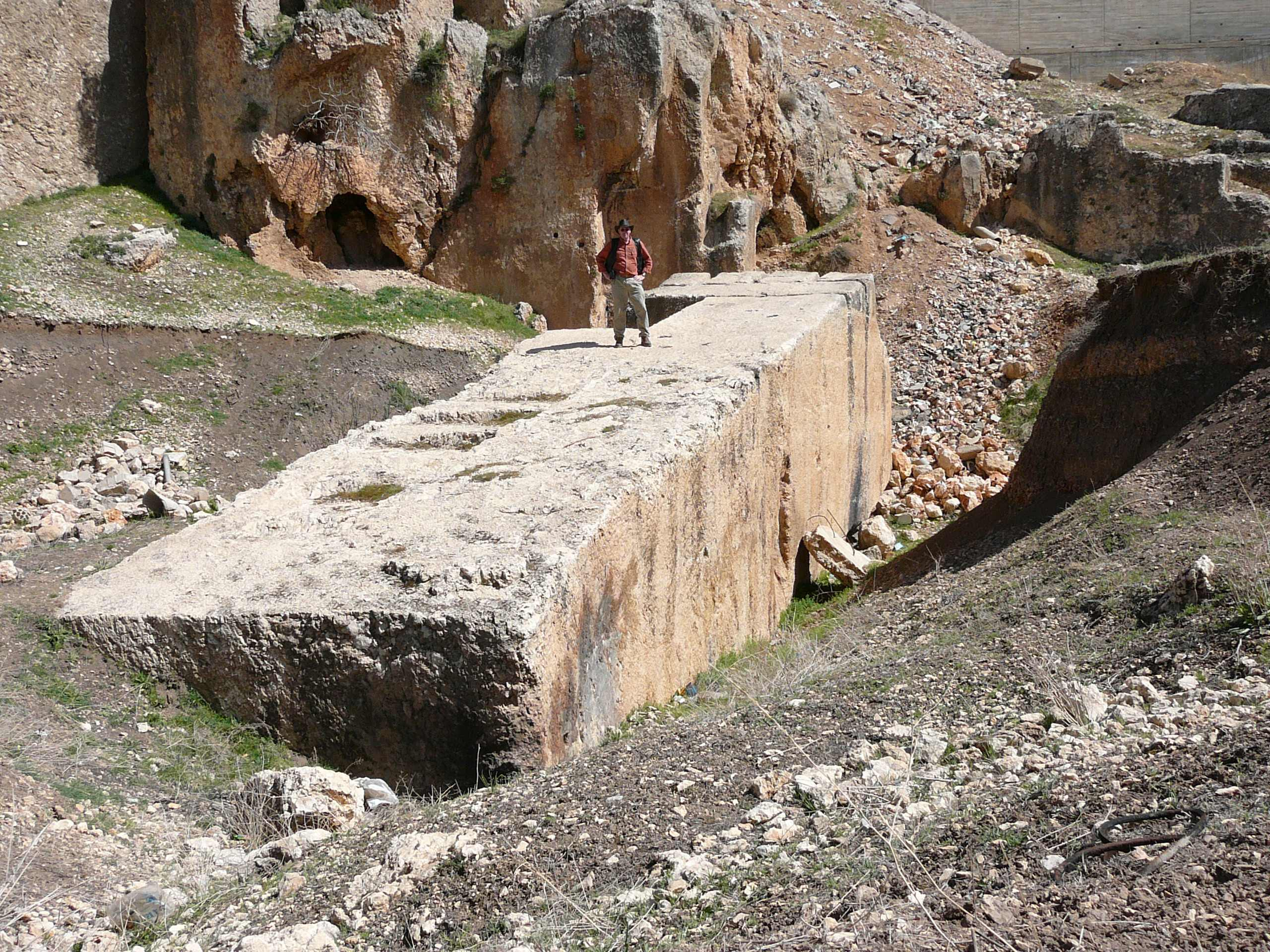
El segundo monolito, descubierto en Baalbek en la década de 1990 y con un peso de 1242 toneladas.

En la década de 1990, un segundo monolito se descubrió en la misma cantera. Con un peso estimado de 1242 toneladas, sobrepasa incluso las dimensiones de la piedra de la mujer embarazada.
Asumiendo que su forma es similar en la parte aún enterrada, las dimensiones de este bloque de piedra rectangular son las siguientes:
| Longitud          | 19.5–20.5 metros |
| Anchura           | 4.34–4.56 metros |
| Altura            | 4.5 metros       |
| Densidad estimada | 2.6-2.8 g/cm³    |
| Peso estimado     | 1242 toneladas   |

## Tercer monolito

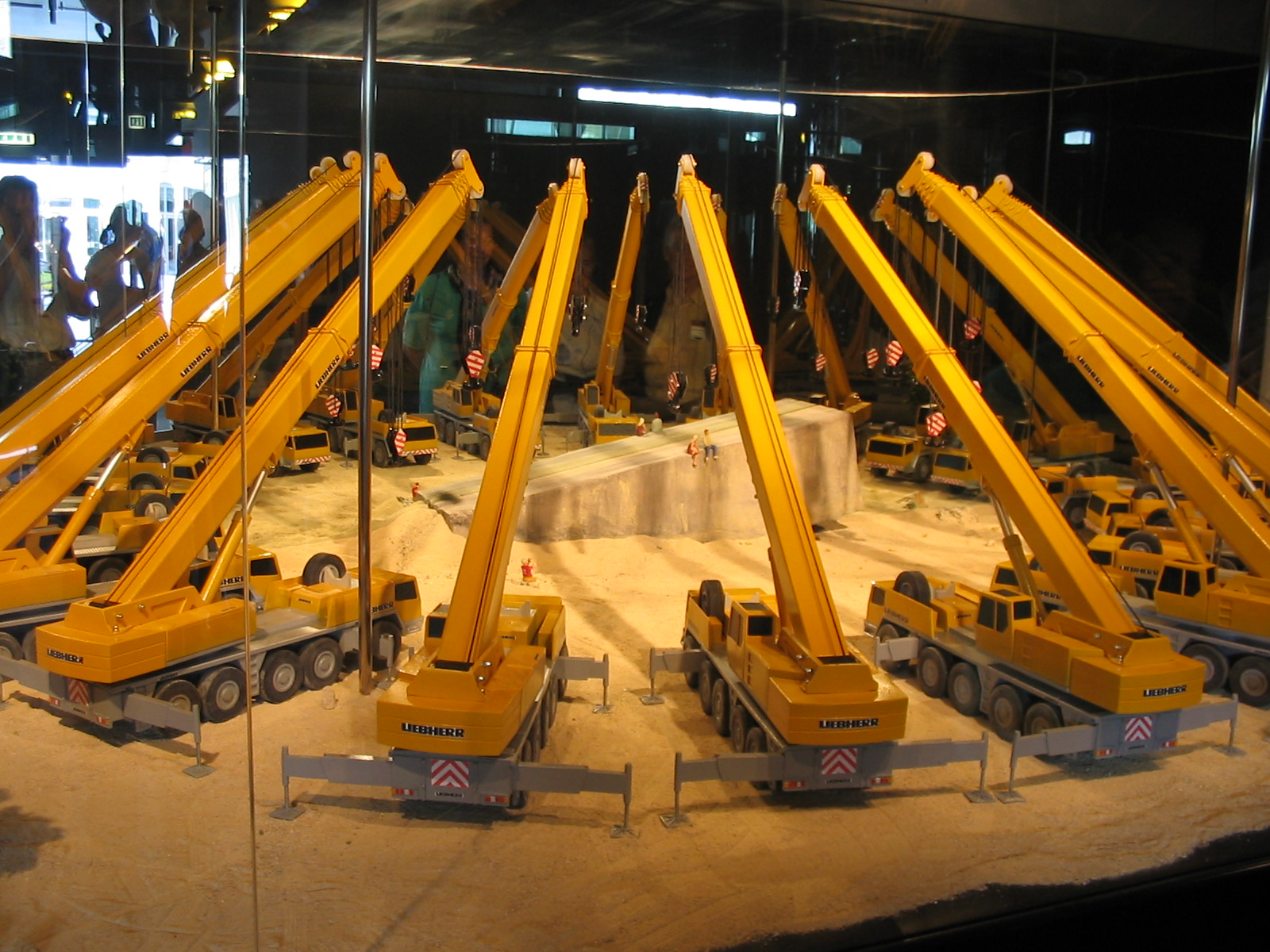
Maqueta que muestra el número de grúas que serían necesarias para elevar la piedra de la mujer embarazada. Jungfrau Park, Interlaken, Suiza.

Un tercer monolito fue descubierto en la cantera en 2014 por el Instituto Arqueológico Alemán. Su peso estimado es de unas 1650 toneladas, con lo que se considera la roca más grande jamás tallada. Sus dimensiones son:
| Longitud      | 19.6 metros                                  |
| Anchura       | 6 metros                                     |
| Altura        | Al menos 5.5 metros (parcialmente enterrado) |
| Peso estimado | 1650 toneladas                               |